# Bernhard Larsson
Erik Bernhard Larsson (Örebro, 14 d'agost de 1879 – Estocolm, 1 d'agost de 1947) va ser un tirador suec que va competir a començaments del segle xx.
El 1912 va prendre part en els Jocs Olímpics d'Estocolm, on va disputar tres proves del programa de tir. En la prova de rifle lliure per equips guanyà la medalla d'or, mentre en la de rifle militar per equips guanyà la de bronze. En la prova de rifle lliure, 300 metres tres posicions fou sisè.